# Rougeotiana obsequens
Rougeotiana obsequens är en fjärilsart som beskrevs av Louis Beethoven Prout 1929. Rougeotiana obsequens ingår i släktet Rougeotiana och familjen mätare. Inga underarter finns listade.